# Rugby 7 na Igrzyskach Ameryki Środkowej 2017
Turniej rugby 7 na Igrzyskach Ameryki Środkowej 2017 odbył się w Managui w dniach 3–4 grudnia 2017 roku.

## Informacje ogólne
Rugby siedmioosobowe w programie tych zawodów pojawiło się po raz pierwszy.
Zawody rozegrano na Estadio Olímpico del IND (Instituto Nicaragüense de Deportes), a z siedmiu zrzeszonych w ORDECA krajów nie zjawiły się dwa – Belize nie będące członkiem żadnej kontynentalnej federacji oraz Panama, która zrezygnowała z wystawienia reprezentacji. Składy zespołów.
W obydwu turniejach kolejność na podium była identyczna – złoto zdobyła Gwatemala, srebro Kostaryka, a brąz Nikaragua.

## System rozgrywek
Do obydwu turniejów przystąpiło po pięć reprezentacji, a każda z nich liczyła maksymalnie dwunastu zawodników. Rozegrano je systemem kołowym w ramach jednej grupy, po czym nastąpiła faza pucharowa – dwie najlepsze drużyny zmierzyły się w finale, zaś dwie kolejne walczyły o brąz.
W fazie grupowej spotkania toczone były bez ewentualnej dogrywki, za zwycięstwo, remis i porażkę przysługiwały odpowiednio cztery, dwa i jeden punkt, brak punktów natomiast za nieprzystąpienie do meczu. Przy ustalaniu rankingu po fazie grupowej w przypadku tej samej liczby punktów lokaty zespołów były ustalane kolejno na podstawie:
- wyniku meczu pomiędzy zainteresowanymi drużynami;
- lepszego bilansu punktów zdobytych i straconych;
- lepszego bilansu przyłożeń zdobytych i straconych;
- większej liczby zdobytych punktów;
- większej liczby zdobytych przyłożeń;
- rzutu monetą.

W przypadku remisu w fazie pucharowej organizowana była dogrywka składająca się z dwóch pięciominutowych części, z uwzględnieniem reguły nagłej śmierci.
Prócz medali stawką tych zawodów były też miejsca w turnieju rugby 7 na Igrzyskach Ameryki Środkowej i Karaibów 2018 – dwie dla reprezentacji męskich i jedno dla żeńskiej.

## Podsumowanie

### Klasyfikacja medalowa
| Klasyfikacja medalowa | Klasyfikacja medalowa | Klasyfikacja medalowa | Klasyfikacja medalowa | Klasyfikacja medalowa | Klasyfikacja medalowa |
| Miejsce               | Reprezentacja         | Złoto                 | Srebro                | Brąz                  | Razem                 |
| --------------------- | --------------------- | --------------------- | --------------------- | --------------------- | --------------------- |
| 1                     | Gwatemala             | 2                     | 0                     | 0                     | 2                     |
| 2                     | Kostaryka             | 0                     | 2                     | 0                     | 2                     |
| 3                     | Nikaragua             | 0                     | 0                     | 2                     | 2                     |
| Razem                 | Razem                 | 2                     | 2                     | 2                     | 6                     |

### Medaliści
| Konkurencja | 1. miejsce | 2. miejsce | 3. miejsce |
| ----------- | ---------- | ---------- | ---------- |
| Mężczyźni   | Gwatemala  | Kostaryka  | Nikaragua  |
| Kobiety     | Gwatemala  | Kostaryka  | Nikaragua  |

## Turniej mężczyzn

### Faza grupowa
| 3 grudnia 2017 | Gwatemala | 56:5 | Honduras | Estadio Olímpico del IND, Managua |
| 3 grudnia 2017 |           | 56:5 |          | Estadio Olímpico del IND, Managua |

| 3 grudnia 2017 | Kostaryka | 22:7 | Nikaragua | Estadio Olímpico del IND, Managua |
| 3 grudnia 2017 |           | 22:7 |           | Estadio Olímpico del IND, Managua |

| 3 grudnia 2017 | Gwatemala | 38:5 | Salwador | Estadio Olímpico del IND, Managua |
| 3 grudnia 2017 |           | 38:5 |          | Estadio Olímpico del IND, Managua |

| 3 grudnia 2017 | Nikaragua | 26:0 | Honduras | Estadio Olímpico del IND, Managua |
| 3 grudnia 2017 |           | 26:0 |          | Estadio Olímpico del IND, Managua |

| 3 grudnia 2017 | Kostaryka | 34:5 | Salwador | Estadio Olímpico del IND, Managua |
| 3 grudnia 2017 |           | 34:5 |          | Estadio Olímpico del IND, Managua |

| 4 grudnia 2017 | Salwador | 24:14 | Honduras | Estadio Olímpico del IND, Managua |
| 4 grudnia 2017 |          | 24:14 |          | Estadio Olímpico del IND, Managua |

| 4 grudnia 2017 | Gwatemala | 31:0 | Nikaragua | Estadio Olímpico del IND, Managua |
| 4 grudnia 2017 |           | 31:0 |           | Estadio Olímpico del IND, Managua |

| 4 grudnia 2017 | Kostaryka | 46:0 | Honduras | Estadio Olímpico del IND, Managua |
| 4 grudnia 2017 |           | 46:0 |          | Estadio Olímpico del IND, Managua |

| 4 grudnia 2017 | Salwador | 19:17 | Nikaragua | Estadio Olímpico del IND, Managua |
| 4 grudnia 2017 |          | 19:17 |           | Estadio Olímpico del IND, Managua |

| 4 grudnia 2017 | Gwatemala | 24:0 | Kostaryka | Estadio Olímpico del IND, Managua |
| 4 grudnia 2017 |           | 24:0 |           | Estadio Olímpico del IND, Managua |

### Faza pucharowa
Mecz o 3. miejsce
| 4 grudnia 2017 | Nikaragua | 29:10 | Salwador | Estadio Olímpico del IND, Managua |
| 4 grudnia 2017 |           | 29:10 |          | Estadio Olímpico del IND, Managua |

Mecz o 1. miejsce
| 4 grudnia 2017 | Gwatemala | 17:7 | Kostaryka | Estadio Olímpico del IND, Managua |
| 4 grudnia 2017 |           | 17:7 |           | Estadio Olímpico del IND, Managua |

### Klasyfikacja końcowa
| Miejsce | Reprezentacja | Uwagi                |
| ------- | ------------- | -------------------- |
| 1       | Gwatemala     | awans na: CACSO 2018 |
| 2       | Kostaryka     | awans na: CACSO 2018 |
| 3       | Nikaragua     | -                    |
| 4       | Salwador      | -                    |
| 5       | Honduras      | -                    |

## Turniej kobiet

### Faza grupowa
| 3 grudnia 2017 | Gwatemala | 64:0 | Honduras | Estadio Olímpico del IND, Managua |
| 3 grudnia 2017 |           | 64:0 |          | Estadio Olímpico del IND, Managua |

| 3 grudnia 2017 | Kostaryka | 22:7 | Nikaragua | Estadio Olímpico del IND, Managua |
| 3 grudnia 2017 |           | 22:7 |           | Estadio Olímpico del IND, Managua |

| 3 grudnia 2017 | Gwatemala | 34:0 | Salwador | Estadio Olímpico del IND, Managua |
| 3 grudnia 2017 |           | 34:0 |          | Estadio Olímpico del IND, Managua |

| 3 grudnia 2017 | Nikaragua | 39:7 | Honduras | Estadio Olímpico del IND, Managua |
| 3 grudnia 2017 |           | 39:7 |          | Estadio Olímpico del IND, Managua |

| 3 grudnia 2017 | Kostaryka | 24:5 | Salwador | Estadio Olímpico del IND, Managua |
| 3 grudnia 2017 |           | 24:5 |          | Estadio Olímpico del IND, Managua |

| 4 grudnia 2017 | Salwador | 20:0 | Honduras | Estadio Olímpico del IND, Managua |
| 4 grudnia 2017 |          | 20:0 |          | Estadio Olímpico del IND, Managua |

| 4 grudnia 2017 | Gwatemala | 34:0 | Nikaragua | Estadio Olímpico del IND, Managua |
| 4 grudnia 2017 |           | 34:0 |           | Estadio Olímpico del IND, Managua |

| 4 grudnia 2017 | Kostaryka | 78:0 | Honduras | Estadio Olímpico del IND, Managua |
| 4 grudnia 2017 |           | 78:0 |          | Estadio Olímpico del IND, Managua |

| 4 grudnia 2017 | Nikaragua | 22:0 | Salwador | Estadio Olímpico del IND, Managua |
| 4 grudnia 2017 |           | 22:0 |          | Estadio Olímpico del IND, Managua |

| 4 grudnia 2017 | Gwatemala | 12:0 | Kostaryka | Estadio Olímpico del IND, Managua |
| 4 grudnia 2017 |           | 12:0 |           | Estadio Olímpico del IND, Managua |

### Faza pucharowa
Mecz o 3. miejsce
| 4 grudnia 2017 | Nikaragua | 20:0 | Salwador | Estadio Olímpico del IND, Managua |
| 4 grudnia 2017 |           | 20:0 |          | Estadio Olímpico del IND, Managua |

Mecz o 1. miejsce
| 4 grudnia 2017 | Gwatemala | 7:5 | Kostaryka | Estadio Olímpico del IND, Managua |
| 4 grudnia 2017 |           | 7:5 |           | Estadio Olímpico del IND, Managua |

### Klasyfikacja końcowa
| Miejsce | Reprezentacja | Uwagi                |
| ------- | ------------- | -------------------- |
| 1       | Gwatemala     | awans na: CACSO 2018 |
| 2       | Kostaryka     | -                    |
| 3       | Nikaragua     | -                    |
| 4       | Salwador      | -                    |
| 5       | Honduras      | -                    |